# Руда-Вечинська
Руда-Вечинська (пол. Ruda Wieczyńska) — село в Польщі, у гміні Ґізалки Плешевського повіту Великопольського воєводства.
Населення — 484 особи (2011).
У 1975—1998 роках село належало до Каліського воєводства.

## Демографія
Демографічна структура станом на 31 березня 2011 року:
|          | Загалом | Допрацездатний вік | Працездатний вік | Постпрацездатний вік |
| -------- | ------- | ------------------ | ---------------- | -------------------- |
| Чоловіки | 231     | 47                 | 165              | 19                   |
| Жінки    | 253     | 61                 | 143              | 49                   |
| Разом    | 484     | 108                | 308              | 68                   |